# Horn (Turgòvia)
Horn és un municipi del cantó de Turgòvia (Suïssa), situat al districte d'Arbon. Es tracta d'un enclavament al cantó de Sankt Gallen.

## Fills il·lustres
- Caroline Wichern (1836-1906) compositora musical.